# Тогийская бабирусса
Тогийская бабирусса  (лат. Babyrousa togeanensis) — самый крупный вид рода бабирусс. Эндемик островов Тогиан (Индонезия).
В сравнении с более известным Babyrousa celebensis имеет хорошо развитый хвост, а верхние клыки самца относительно короткие, стройные, повёрнутые вперёд и всегда сходящиеся. Всеядна: питается в основном кореньями и опавшими фруктами, а также беспозвоночными. В отличие от других видов свиней, не использует морду для рытья земли в поисках пищи – вместо этого она использует лапы для выкапываний растений.

## Морфологические особенности
Судя по сравнению черепов, тогийская бабирусса является самой крупной в роде, однако прямых измерений общего размера тела нет. Этот вид отличается от сулавесийской бабируссы густой волосатой кистью хвоста, хотя остальная кожа редко покрыта волосом. Наиболее поразительной особенностью являются клыки на верхней челюсти, которые, как и у всех бабирусс, выступают вверх сквозь кожу и выходят наружу. Однако по сравнению с другими видами, они относительно короткие и изогнуты не назад, а вперёд. Также есть различия в строении моляров.

## Образ жизни

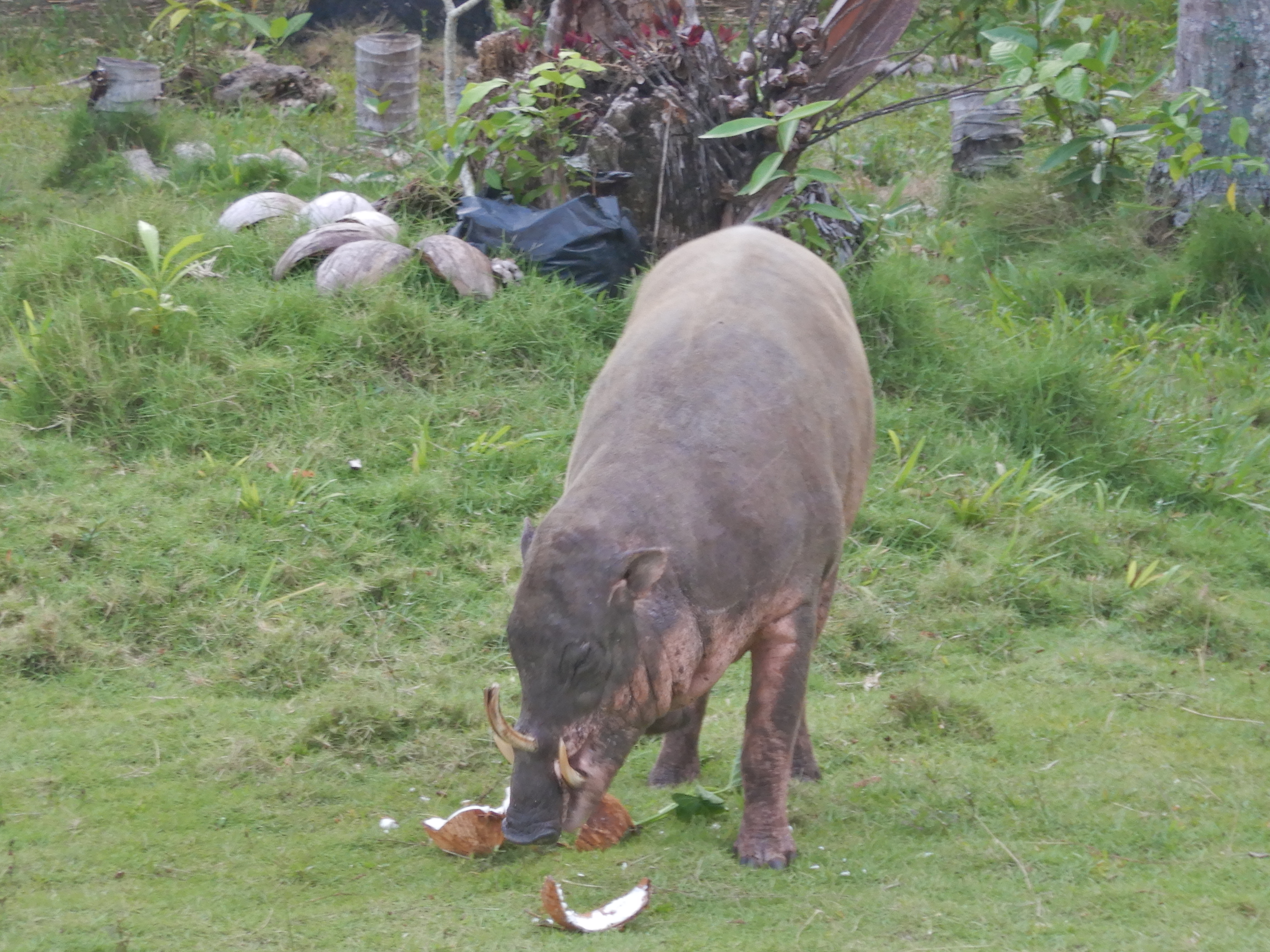

Мало что известно об образе жизни тогийской бабируссы. Как и другие бабируссы, этот вид обитает во влажных тропических лесах и предпочитает богатые водными растениями берега рек и прудов, также наблюдался на сельскохозяйственных угодьях, на окраинах деревень, во вторичных лесах и на пляжах. Питаются корневищами и опавшими плодами. Социальное поведение также подробно не изучено. В основном бродят поодиночке, парами или небольшими группами из одного самца, нескольких самок и, как правило, нескольких молодых животных. Большинство наблюдений проводится в утренние часы.

## Угрозы и охрана

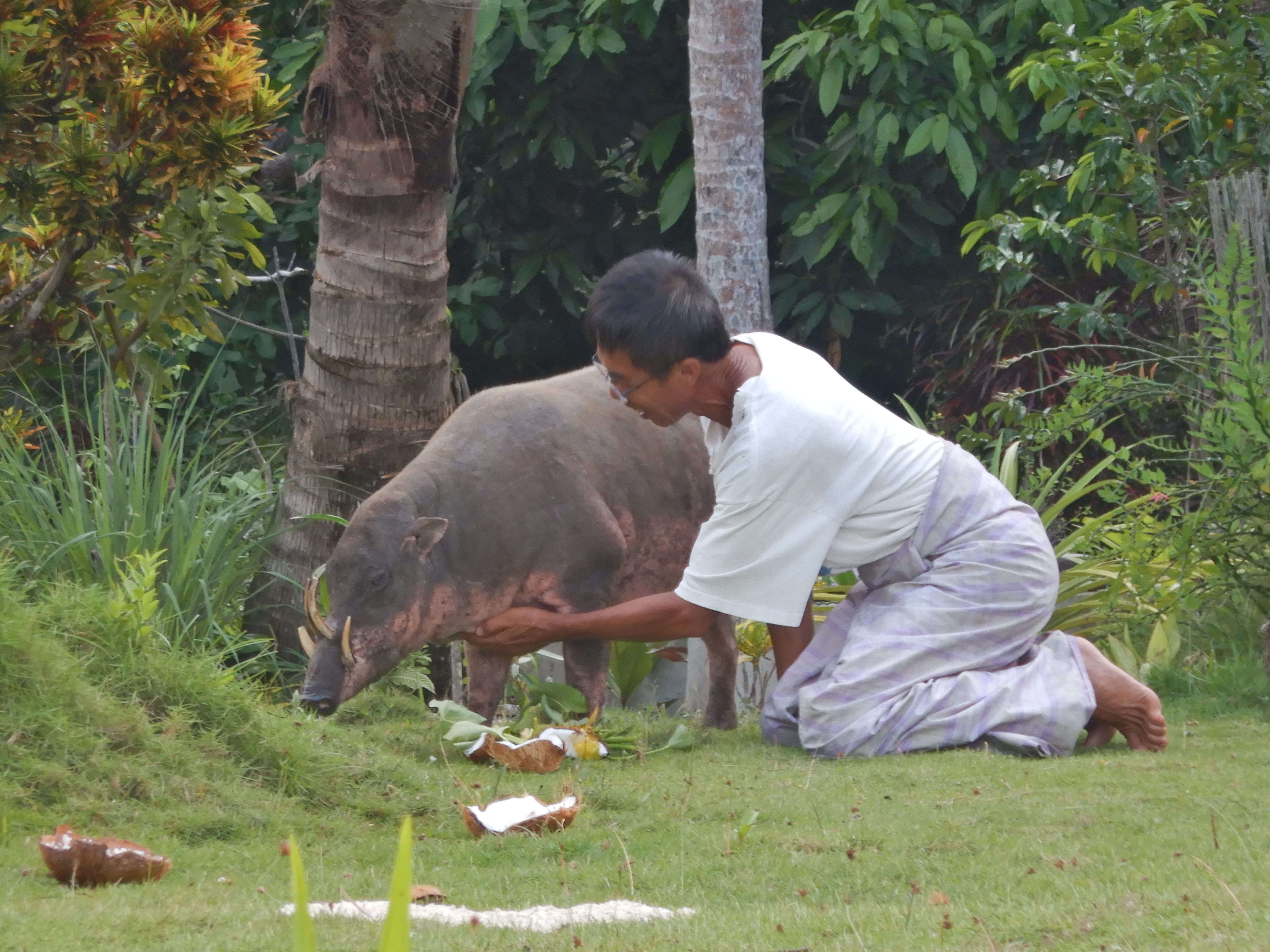

Бабируссы теряют среду обитания из-за лесных пожаров, вырубки лесов, беспокойства людей, истребления местными жителями как вредителей, и хищничества собак. Охота ради еды происходит только в нескольких немусульманских сельских общинах.
В 1931 году всем видам бабирусс была предоставлена полная защита в соответствии с индонезийским законодательством. С 2004 года Тогианские острова были признаны морским национальным парком.